# ラージャ・オデヤ1世
ラージャ・オデヤ1世（Raja Wodeyar I, 1552年6月2日 - 1617年6月20日）は、南インドのカルナータカ地方、マイソール王国の君主（在位：1578年 - 1617年）。

## 生涯
1578年12月26日、父チャーマ・ラージャ4世の後を継いでいたチャーマ・ラージャ5世を打倒し、ラージャ・オデヤ1世が王位を継承した。
ラージャ・オデヤ1世は主家であるヴィジャヤナガル王国に臣従していたが、王国はビジャープル王国とゴールコンダ王国の絶え間ない侵略にあって、17世紀初頭にはさらに衰退していた。
1610年2月8日、ラージャ・オデヤ1世はシュリーランガパトナをヴィジャヤナガル王国の長官から奪取したのち、マイソールからシュリーランガパトナへと遷都し、王国に対して独立を宣言した。
1614年から1615年にかけては、二度にわたる遠征を行い、ウンマットゥール、ラームシュードラ、フッラハッリ、タラカードなどの各地の領主を服属させた。
1617年6月20日、ラージャ・オデヤ1世は死亡し、孫のチャーマ・ラージャ6世が王位を継承した。